# Стеригмы

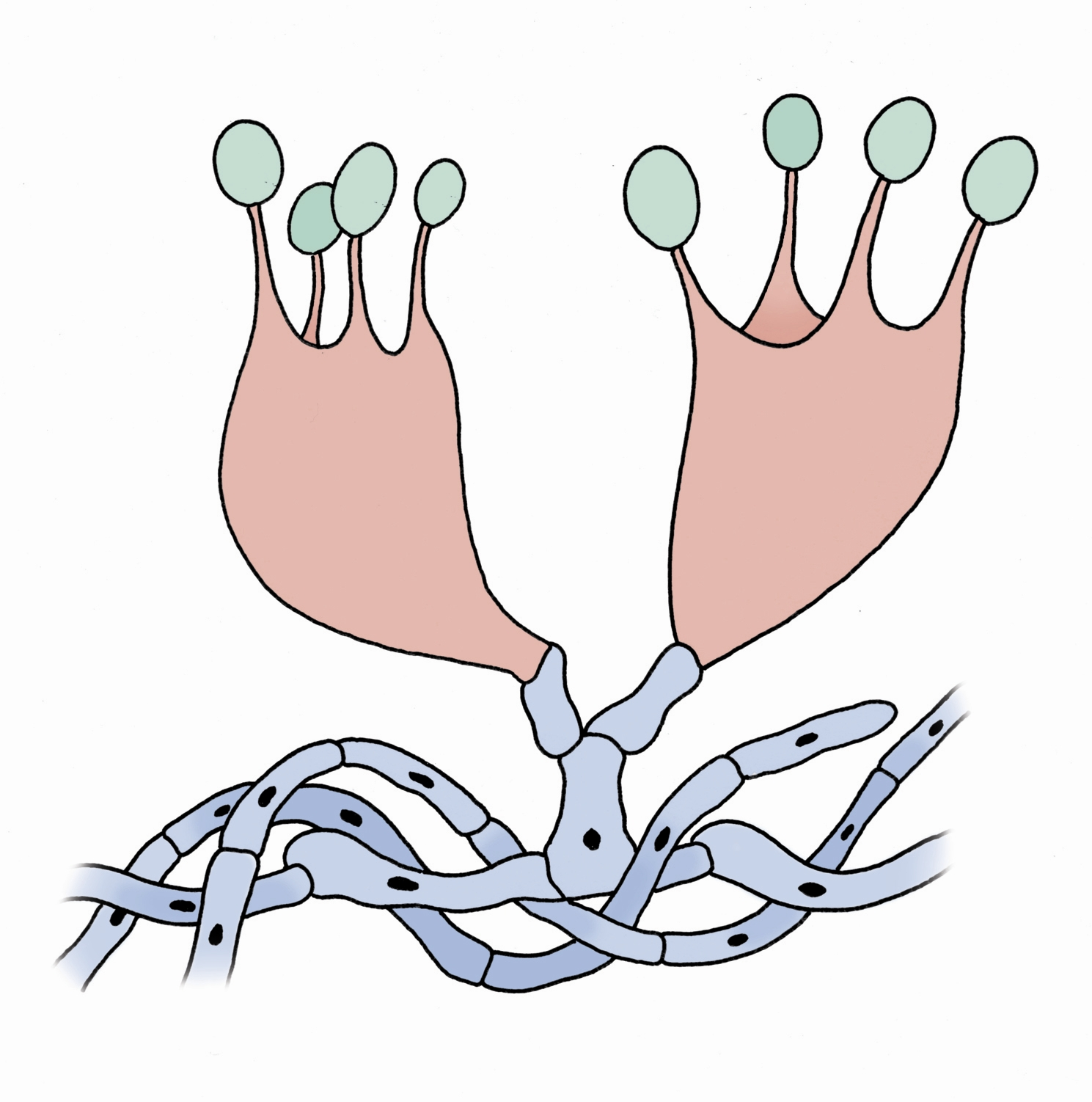
Стеригмы — выросты базидии (красный цвет), несущие споры (зелёный цвет)

Стери́гмы — выросты в верхней части базидии, состоят из вздутой или тонкой базальной части (протостеригмы, или эпибазидии), и собственно стеригмы — апикального выроста, несущего базидиоспору на конце. Стеригмы появляются, когда развитие базидии завершено и в ней после кариогамии прошёл мейоз с образованием 4 (в типичном случае) гаплоидных ядер. Ядра постепенно перемещаются к концам стеригм, и каждое ядро попадает в одну из спор.